# Meg Harris
Meg Harris OAM (* 7. März 2002 in Albury, New South Wales) ist eine australische Schwimmerin. Sie ist zweifache Olympiasiegerin (2021–2024) und achtfache Weltmeisterin (2022–2025).

## Karriere
Meg Harris schwimmt für den St Peters Western Swim Club.
Ihre internationale Karriere begann mit einem Sieg über 50 Meter Freistil bei den Youth Commonwealth Games 2017. 2019 bei den Juniorenweltmeisterschaften 2019 wurde Harris über 100 Meter Freistil Dritte hinter Gretchen Walsh und Torri Huske aus den Vereinigten Staaten. Mit der 4-mal-100-Meter-Freistilstaffel wurde sie Zweite hinter dem Quartett aus den USA. Über 50 Meter Freistil schlug Harris wieder als Dritte an.
Bei den erst 2021 ausgetragenen Olympischen Spielen in Tokio stand zunächst die 4-mal-100-Meter-Freistilstaffel auf dem Programm. Mollie O’Callaghan, Meg Harris, Madison Wilson und Bronte Campbell schwammen im Vorlauf in 3:31,73 Minuten die schnellste Zeit. Im Finale waren Bronte Campbell, Meg Harris, Emma McKeon und Cate Campbell noch einmal zwei Sekunden schneller und stellten in 3:29,69 Minuten einen neuen Weltrekord auf. Die Staffeln aus Kanada und den Vereinigten Staaten auf den anderen Medaillenplätzen waren im Finale eine Sekunde langsamer als die australische Vorlaufstaffel. Alle sechs beteiligten australischen Schwimmerinnen erhielten eine Goldmedaille. Drei Tage nach dem Weltrekord fanden die Vorläufe in der 4-mal-200-Meter-Freistilstaffel statt. Mollie O’Callaghan, Meg Harris, Brianna Throssell und Tamsin Cook schwammen die schnellste Vorlaufzeit. Im Finale erreichten Ariarne Titmus, Emma McKeon, Madison Wilson und Leah Neale den Anschlag drei Sekunden schneller als ihre Kolleginnen im Vorlauf. Diese Zeit reichte aber nur zum dritten Platz hinter den Staffeln aus China und aus den Vereinigten Staaten. Eine Bronzemedaille erhielten alle acht Australierinnen.
Im Juni 2022 bei den Weltmeisterschaften in Budapest gewannen Mollie O’Callaghan, Madison Wilson, Meg Harris und Shayna Jack den Titel in der 4-mal-100-Meter-Freistilstaffel vor den Kanadierinnen. Brianna Throssell und Leah Neale erhielten für ihren Vorlaufeinsatz ebenfalls Gold. Über 50 Meter Freistil siegte die Schwedin Sarah Sjöström mit 0,2 Sekunden Vorsprung vor der Polin Katarzyna Wasick, weiter 0,2 Sekunden dahinter schlugen Erika Brown aus den Vereinigten Staaten und Meg Harris zeitgleich an und erhielten beide Bronze. Meg Harris trat auch in beiden Mixed-Staffeln im Vorlauf an. Sie erhielt eine Silbermedaille in der 4-mal-100-Meter-Mixed-Lagenstaffel und eine Goldmedaille in der 4-mal-100-Meter-Mixed-Freistilstaffel. Einen Monat nach den Weltmeisterschaften wurde Meg Harris bei den Commonwealth Games in Birmingham über 50 Meter Freistil Zweite hinter Emma McKeon. In der 4-mal-100-Mixed-Freistilstaffel erhielt Harris für ihren Einsatz im Vorlauf eine Goldmedaille.
Im Dezember 2022 war Melbourne Gastgeber der Kurzbahnweltmeisterschaften 2022. Mollie O’Callaghan, Madion Wilson, Meg Harris und Emma McKeon gewannen zunächst den Titel in der 4-mal-100-Meter-Freistilstaffel und stellten dabei in 3:25,43 Minuten einen neuen Kurzbahnweltrekord auf. Die 4-mal-200-Meter-Freistilstaffel gewann ebenfalls Gold, hier war Meg Harris im Vorlauf dabei. Die 4-mal-50-Meter-Freistilstaffel gewann die Silbermedaille hinter den Schwimmerinnen aus den Vereinigten Staaten. Über 50 Meter Freistil wurde Meg Harris Sechste und lag dabei 0,05 Sekunden hinter dem Bronzeplatz. Schließlich erkämpfte Meg Harris noch eine Silbermedaille mit der 4-mal-100-Meter-Lagenstaffel. Eine dritte Silbermedaille hatte Meg Harris mit der 4-mal-50-Meter-Mixed-Freistilstaffel erschwommen.
2023 bei den Weltmeisterschaften in Fukuoka verbesserten Mollie O’Callaghan, Shayna Jack, Meg Harris und Emma McKeon den Weltrekord auf 3:27,96 Minuten und gewannen mit fast vier Sekunden Vorsprung vor dem Team USA. Brianna Throssell und Madison Wilson waren im Vorlauf eingesetzt worden. In der 4-mal-100-Meter-Lagenstaffel siegte das Quartett aus den Vereinigten Staaten vor den Australierinnen, hier war Meg Harris im Vorlauf dabei. Meg Harris erhielt außerdem eine Goldmedaille für ihren Vorlaufeinsatz in der 4-mal-100-Meter-Mixed-Lagenstaffel.
Bei den Olympischen Spielen 2024 in Paris schwamm die 4-mal-100-Meter-Freistilstaffel mit Olivia Wunsch, Bronte Campbell, Meg Harris und Emma McKeon die schnellste Vorlaufzeit. Im Endlauf waren Mollie O’Callaghan, Shayna Jack, Emma McKeon und Meg Harris zweieinhalb Sekunden schneller als die Vorlaufstaffel. Die Australierinnen siegten mit über einer Sekunde Vorsprung vor dem US-Quartett und den Chinesinnen. Über 50 Meter Freistil siegte die Schwedin Sarah Sjöström in 23,71 Sekunden vor Meg Harris in 23,97 Sekunden und der Chinesin Zhang Yufei in 24,20 Sekunden. In der Lagenstaffel schwammen im Vorlauf Iona Anderson, Ella Ramsay, Alexandria Perkins und Meg Harris die beste Zeit. Im Finale waren Kaylee McKeown, Jenna Strauch, Emma McKeon und Mollie O’Callaghan anderthalb Sekunden schneller und erkämpften Silber hinter der US-Staffel und 0,12 Sekunden vor dem Quartett aus der Volksrepublik China.